# Győr
Győr (/dʒø:r/;  tyska: Raab, slovakiska: Ráb, kroatiska: Jura, Đura eller Vjura, serbiska: Ђер eller Đer och turkiska: Yanıkkale) är en stad belägen i nordvästra Ungern ungefär mitt emellan Budapest och Wien. Floderna Rába och Rábca ligger precis vid staden och de fortsätter senare ner i Mosoni-Duna cirka tio km från Donaus huvudlopp. Invånarantalet år 2011 var 129 527 personer och staden är därmed Ungerns sjätte största. Győr är huvudstad i provinsen Győr-Moson-Sopron.
Stadskärnan har en biskopsborg som grundades runt år 1000 av Stefan den Helige och omges av barock- och empirestadsdelar kallade Belváros. Fästningen i Győr förstärktes på 1500-talet för att stoppa turkarna från invasion. Győr har ett utmärkt trafikläge vid flodsystemen samt vid järnvägen Wien-Budapest. Under 1800-talet växte Győr snabbt som industristad med vagn- och maskinfabriker. En stor del av Audis mindre bilmodeller tillverkas här. Än idag dominerar, tillsammans med kemisk-teknisk industri, fortfarande dessa industrier stadens näringsliv.
Staden sägs ha sina anor från någon gång före Kristus födelse till 400-talet då Arrabona (romersk bosättning) tillkom. Győr erövrades senare av ungrarna.

## Transport
Flygplatsen Győr-Pér ligger 15 kilometer sydost om staden vid motorväg 81 till Székesfehérvár. Den är en av Ungerns fem internationella flygplatser. Győr-Pérs läge i Ungern gör att den ligger inom räckhåll för storstäder som Budapest, Wien och Bratislava som alla kan nås inom cirka en timmes bilfärd.

## Demografi

### Språk
Enligt folkräkningarna 1900 och 1910 fördelade sig Győrs befolkning på detta sätt, avseende på språk:
| Språk                | Talare 1900 | % 1900  | Talare 1910 | % 1910  |
| -------------------- | ----------- | ------- | ----------- | ------- |
| Hela befolkningen    | 37 543      | 100,0 % | 44 300      | 100,0 % |
| Ungerska             | 35 571      | 94,7 %  | 42 039      | 94,9 %  |
| Tyska                | 1 316       | 3,5 %   | 1 167       | 2,6 %   |
| Slovakiska           | 181         | 0,5 %   | 579         | 1,3 %   |
| Kroatiska            | 125         | 0,3 %   | 107         | 0,2 %   |
| Serbiska             | 26          | 0,1 %   | 15          | 0,0 %   |
| Rumänska             | 9           | 0,0 %   | 5           | 0,0 %   |
| Rutenska (Ukrainska) | 1           | 0,0 %   | 2           | 0,0 %   |
| Övriga               | 314         | 0,8 %   | 386         | 0,9 %   |

### Religion
Enligt folkräkningarna 1900 och 1910 fördelade sig Győrs befolkning på detta sätt, avseende på religion:
| Religion           | Antal 1900 | % 1900  | Antal 1910 | % 1910  |
| ------------------ | ---------- | ------- | ---------- | ------- |
| Hela befolkningen  | 37 543     | 100,0 % | 44 300     | 100,0 % |
| Romersk katolicism | 26 501     | 70,6 %  | 31 744     | 71,7 %  |
| Judendom           | 4 744      | 12,6 %  | 5 583      | 12,6 %  |
| Lutherdom          | 4 105      | 10,9 %  | 4 546      | 10,3 %  |
| Kalvinism          | 2 076      | 5,5 %   | 2 255      | 5,1 %   |
| Katolska östkyrkor | 56         | 0,1 %   | 91         | 0,2 %   |
| Ortodox            | 50         | 0,1 %   | 47         | 0,1 %   |
| Unitarism          | 9          | 0,0 %   | 18         | 0,1 %   |
| Övriga             | 2          | 0,0 %   | 16         | 0,0 %   |